# Tubariopsis torquipes
Tubariopsis là một chi nấm trong họ Bolbitiaceae. Đây là chi đơn loài, chứa một loài Tubariopsis torquipes.